# Секст Веттулен Цивика Цериал
Секст Веттулен Цивика Цериал (лат. Sextus Vettulenus Civica Cerialis) — римский политический деятель начала II века.
Цериал происходил из сабинского города Реате. Его отцом был известный военачальник Секст Веттулен Цериал. В 106 году он занимал должность ординарного консула вместе с Луцием Цейонием Коммодом. Его сыном от первого брака был консул 136 года Секст Веттулен Цивика Помпеян, а от брака с Плавтией — консул 157 года Марк Веттулен Цивика Барбар.